# Wynnewood
Wynnewood – miasto w Stanach Zjednoczonych, w stanie Oklahoma, w hrabstwie Garvin.